# Speiredonia spectans
Speiredonia spectans är en fjärilsart som först beskrevs av Achille Guenée 1852c.  Speiredonia spectans ingår i släktet Speiredonia och familjen nattflyn. Inga underarter finns listade i Catalogue of Life.

## Bildgalleri

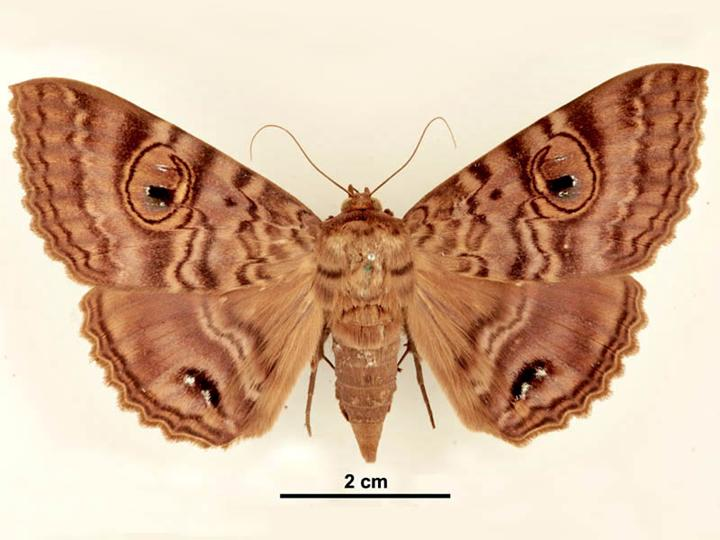
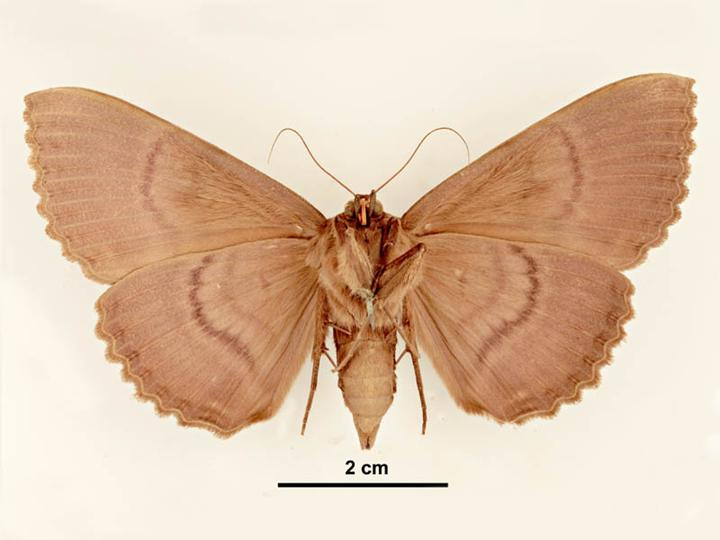
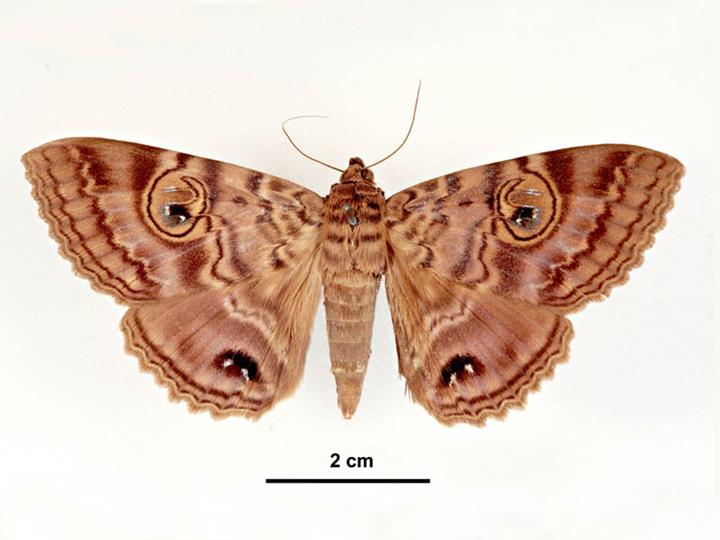
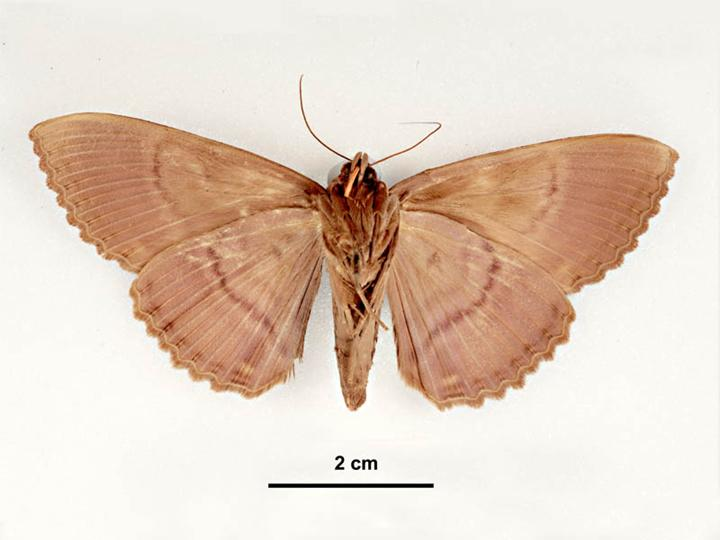
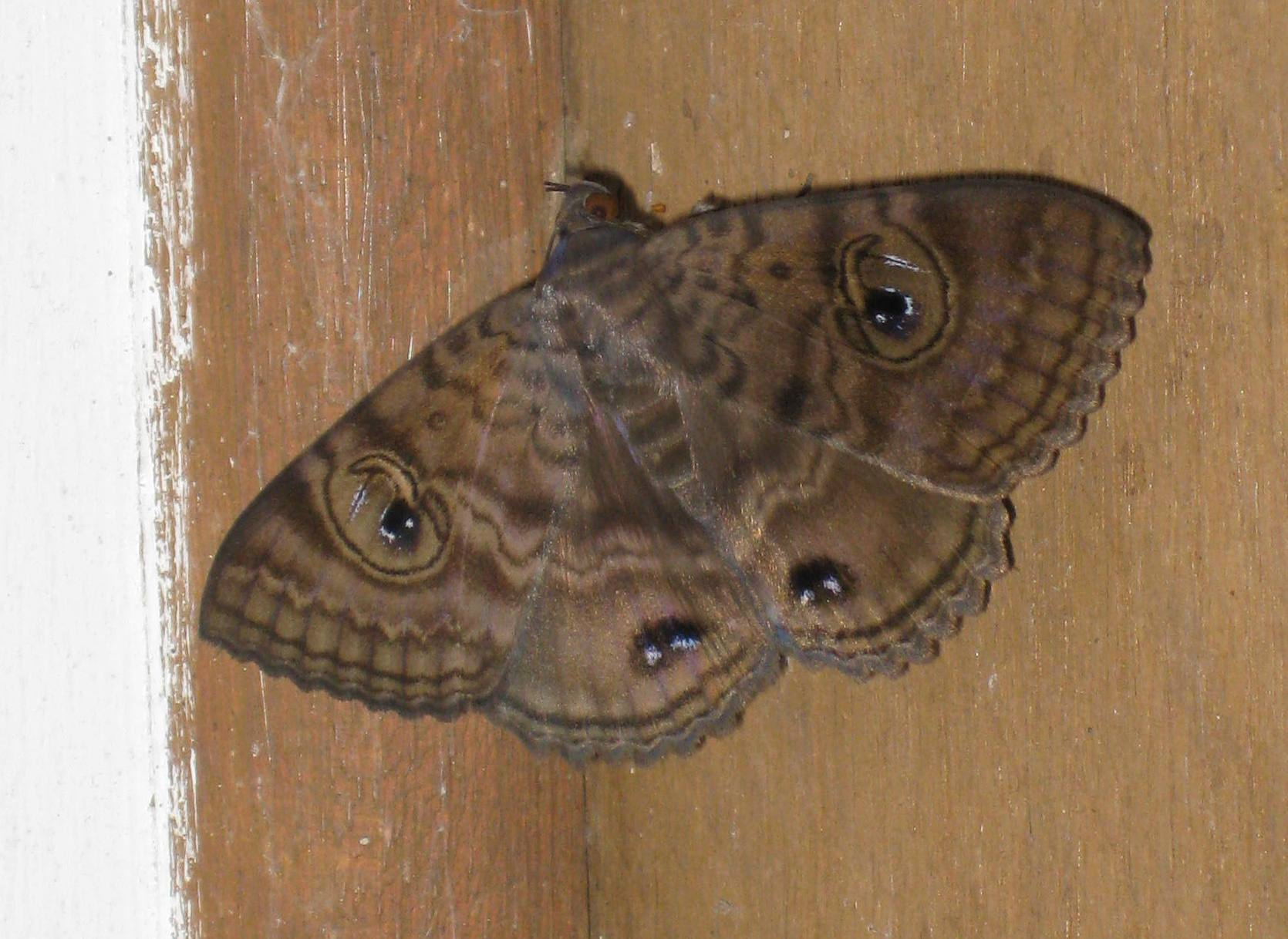